# Aferdita Suka

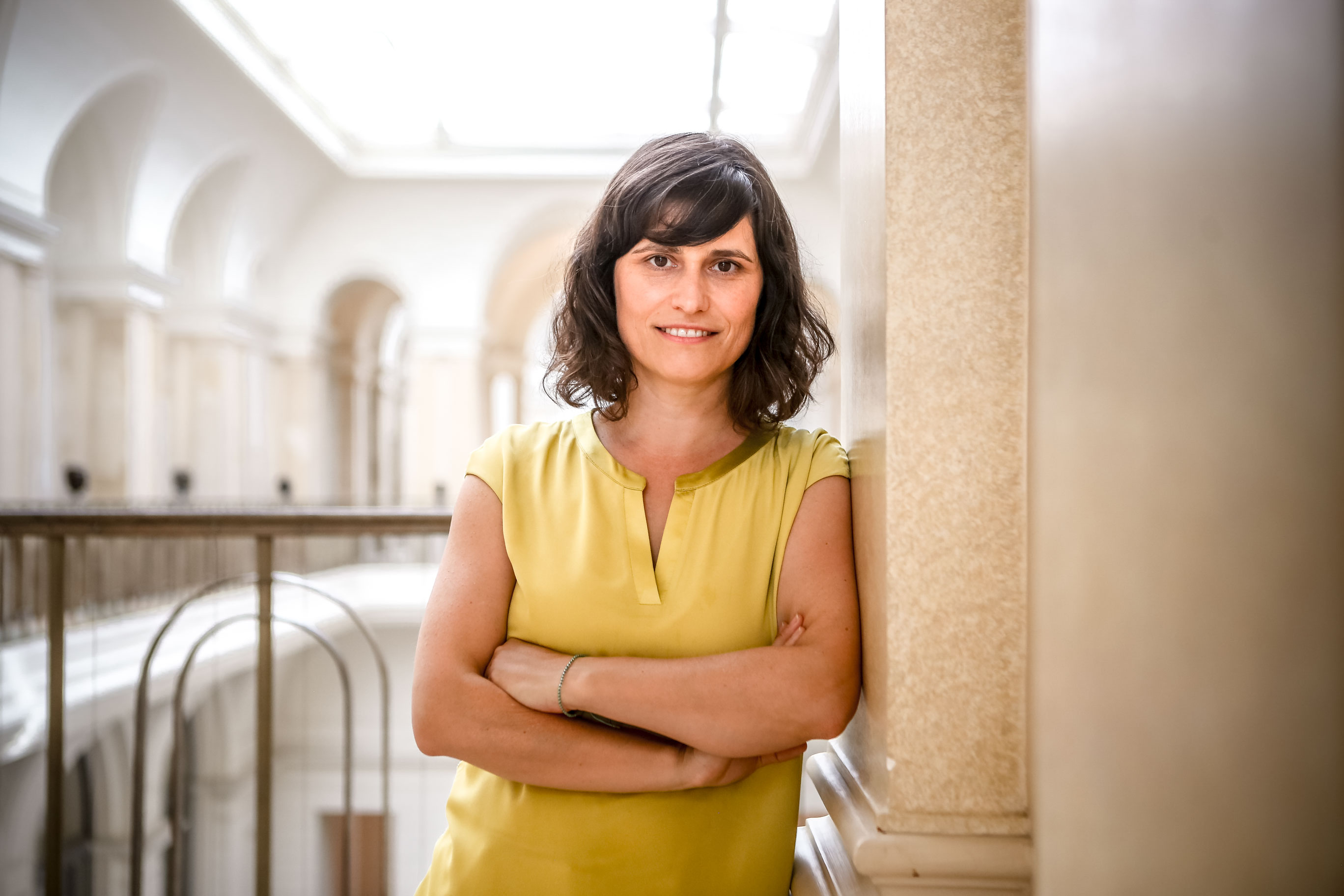
Aferdita Suka (2021)

Aferdita Suka (geboren am 22. Juni 1980 in Suhareka, Provinz Kosovo, Jugoslawien, jetzt Republik Kosovo) ist eine deutsche Politikerin (Bündnis 90/Die Grünen). Von 2021 bis 2023 war sie Mitglied des Abgeordnetenhauses von Berlin.

## Leben

### Jugend und Ausbildung
Aferdita Suka wurde in Suhareka (albanisch Bllacë-Suharekë), Provinz Kosovo, damals Jugoslawien, jetzt Republik Kosovo, geboren und wuchs dort zunächst auf. Im Zuge der Jugoslawienkriege floh sie mit einem Teil ihrer Familie im Alter von zwölf Jahren nach Deutschland und lebt seit 1992 in Berlin. Nach ihrem Abitur 1999 studierte sie Sozialwissenschaften an der Humboldt-Universität zu Berlin. Anschließend war sie als Referentin in der Senatsverwaltung tätig. Zuletzt war sie Freiberuflerin und arbeitete unter anderem als Gerichtsdolmetscherin.

### Politik
Suka trat 2010 der Partei Bündnis 90/Die Grünen bei. Bei den Wahlen zur Bezirksverordnetenversammlung 2011 wurde sie ins Bezirksparlament von Tempelhof-Schöneberg gewählt, 2016 wurde sie wiedergewählt. Von 2011 bis 2016 war sie Mitglied des Fraktionsvorstandes von Bündnis 90/Die Grünen in Tempelhof Schöneberg. Sie war von 2016 bis 2021 (Ende der Legislaturperiode) Vorsitzende des Gesundheitsausschusses der Bezirksverordnetenversammlung (BVV) in Tempelhof-Schöneberg von Berlin und sozial- und gesundheitspolitische Sprecherin ihrer Fraktion. Thematisch legte sie ihren Schwerpunkt vor allem auf bezahlbaren Wohnraum, Gesundheitsförderung, sowie Pflege. 2015 wurde sie für ihr sozialpolitisches Engagement mit dem Helene-Weber-Preis ausgezeichnet.
2021 nominierte der Landesverband der Grünen anlässlich der Abgeordnetenhauswahl 2021 Suka für ein Direktmandat im Wahlkreis Tempelhof-Schöneberg 4 sowie für den Platz 25 der Landesliste. Bei der Wahl gewann Suka ihr Direktmandat mit 25,7 Prozent erstmals für die Grünen und zog direkt ins Abgeordnetenhaus ein. Bei der Wiederholungswahl 2023 verlor sie ihr Mandat im Abgeordnetenhaus.

### Privat
Suka ist verheiratet und Mutter einer Tochter.